# Orbita citerosincrona
A livello puramente teorico, si potrebbe definire orbita citerosincrona, per analogia con l'orbita geosincrona, una qualsiasi orbita sincrona attorno a Venere, potenzialmente utilizzabile da eventuali satelliti artificiali in fase di esplorazione del pianeta, oppure allo scopo di stabilire una rete di telecomunicazioni satellitari. I satelliti in orbita citerosincrona sono caratterizzati da un periodo orbitale pari al giorno siderale venusiano.
Un'orbita citerosincrona che fosse anche equatoriale (complanare all'equatore del pianeta), circolare e prograda (ovvero che ruoti nella stessa direzione della superficie di Venere) sarebbe detta citerostazionaria; i satelliti in orbita citerostazionaria, analogamente a quelli in orbita geostazionaria, manterrebbero sempre la stessa posizione relativa rispetto alla superficie planetaria.

## Parametri orbitali
Stanti gli attuali parametri orbitali di Venere, un'orbita citerosincrona è impossibile da realizzare. Il suo raggio teorico sarebbe infatti dato dalla formula
{\displaystyle r_{citeros}={\sqrt[{3}]{\frac {GMT_{rot}^{2}}{4\pi ^{2}}}}=1\,536\,310\,km.}
Il valore è reso particolarmente elevato dall'altissimo periodo di rotazione del pianeta su sé stesso. Ad una simile distanza, tuttavia, il moto del potenziale satellite verrebbe irrimediabilmente perturbato dall'attrazione gravitazionale del Sole, che rende impossibile orbitare attorno a Venere ad una distanza maggiore del suo raggio di Hill. Questo valore è dato da
{\displaystyle r_{Hill}=a{\sqrt[{3}]{\frac {m_{V}}{3M_{S}}}}=1\,011\,119\,km.}
Come si vede, l'eventuale orbita citerosincrona si troverebbe ben al di là della sfera d'influenza gravitazionale venusiana.